# 三赏

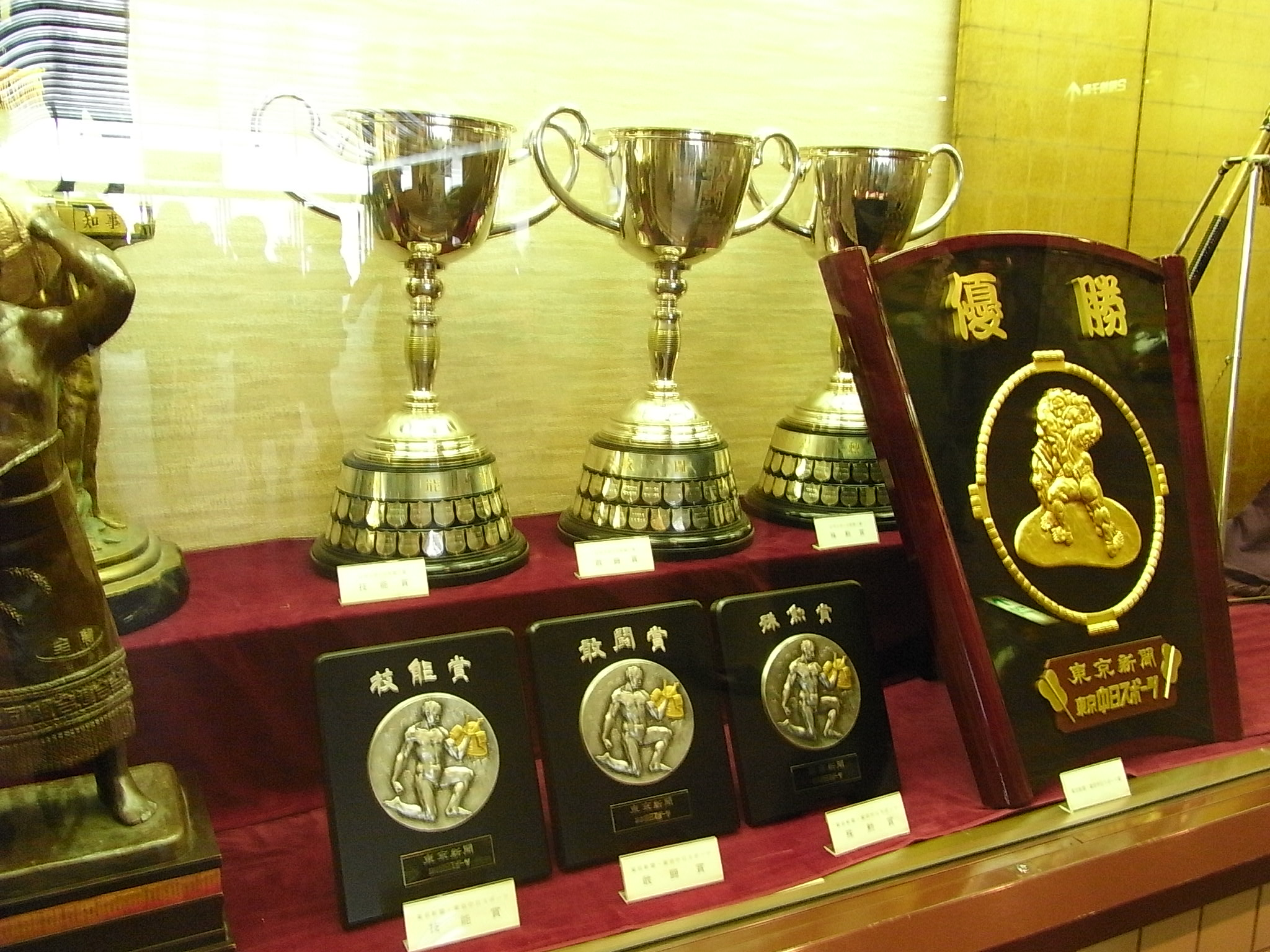
三赏的獎盃及獎牌（殊勋赏、敢鬪赏、技能赏 2009年4月29日摄影）

三赏（日语：／ Sanshō */?））是大相扑比赛中对殊勋赏、敢鬪赏、技能赏共三个奖项的统称，用于表扬在相扑比赛中表现出色的幕内级别选手（横纲、大关不参加评选）。

## 历史
二战后，出于提振大相扑比赛观众人气的目的，日本相扑协会从1947年11月场所比赛起设立殊勋赏、敢鬪赏和技能赏。首批获得奖项的力士是出羽锦忠雄（殊勋赏）、辉升胜彦（敢鬪赏）、增位山大志郎（技能赏）。

## 评判标准
- 殊勋赏表彰在比赛中战胜横纲或战胜场所最终优胜选手的相扑力士。
- 敢鬪赏表彰在比赛中展现过人鬥志的相扑力士。
- 技能赏表彰在比赛中使用精彩获胜招式的相扑力士。

## 记录
- 三赏最年轻获奖记录保持者是贵乃花光司 18岁3个月（1991年3月场所，敢鬪赏、技能赏）
- 三赏最年长获奖记录保持者是旭天鹏胜 40岁2个月（2014年11月场所，敢鬪赏）